# Molosso (mitologia)
Molosso (o Molotto) è una figura della mitologia greca.

Figlio di Neottolemo e di Andromaca, la moglie di Ettore che Neottolemo aveva ottenuto come parte del bottino nella Guerra di Troia, fu Re dell'Epiro e progenitore del popolo dei Molossi che, per suo tramite, rivendicarono l'appellativo di Eacidi.
Euripide tratta ampiamente la vicenda di Molosso nella sua tragedia Andromaca.

### Fonti
- Euripide, Andromaca;
- Pausania il Periegeta, Periegesi della Grecia, I, 11;
- Pseudo-Apollodoro, Biblioteca, IV, 12.